# Bömbögör járás
Bömbögör járás (mongol nyelven: Бөмбөгөр сум) Mongólia Bajanhongor tartományának egyik járása. Területe 3044 km². Népessége kb. 2800 fő.
Székhelye Dzadgaj (Задгай), mely 100 km-re nyugatra fekszik Bajanhongor tartományi székhelytől.